# Aisonville-et-Bernoville
Aisonville-et-Bernoville là một xã ở tỉnh Aisne, vùng Hauts-de-France thuộc miền bắc nước Pháp.